# Suipacha (Bolivia)
Suipacha es una pequeña población del sur de Bolivia, ubicada en el municipio de Tupiza de la provincia de Sud Chichas en el departamento de Potosí.
Se encuentra a 25 km de la ciudad de Tupiza, la capital provincial, perteneciente a su Distrito VI.

## Historia

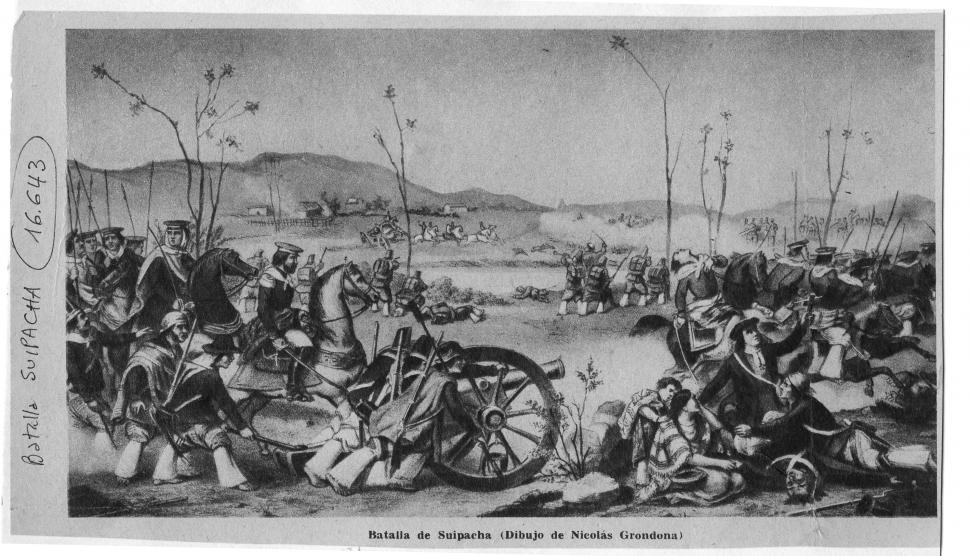
La Batalla de Suipacha. Litografía de Nicolás Grondona.

Suipacha tiene gran relevancia histórica, ya que allí tuvo lugar el primer triunfo de la guerra de independencia en el sur de América, la Batalla de Suipacha, librada el 7 de noviembre de 1810. En dicha batalla las fuerzas del Ejército del Norte, al mando del general Martín Miguel de Güemes, y en cuyas filas revistaban milicianos de Chichas al mando del coronel Pedro Arraya, derrotaron al ejército realista.
Suipacha fue erigida como cantón de la provincia de Sud Chichas en 1859.
El 31 de octubre de 1968 por medio de la Ley 419, el general René Barrientos Ortuño, presidente constitucional de Bolivia, declaró a Suipacha, Santuario Cívico Nacional.
Así mismo, el 17 de noviembre de 1998 por medio de la Ley 1805, el general Hugo Banzer Suárez, presidente constitucional de Bolivia, declara Patrimonio Histórico Republicano a la Plaza de armas y áreas adyacentes del poblado de Suipacha, en homenaje a los guerrilleros de la independencia, que lucharon el 7 de noviembre de 1810.

## Demografía
Esta localidad cuenta con una población de tan sólo 57 familias. La población de la localidad ha aumentado en más de la mitad en las últimas dos décadas: 
| Año  | Habitantes | Fuente |
| ---- | ---------- | ------ |
| 1992 | 142        | Censo  |
| 2001 | 134        | Censo  |
| 2012 | 225        | Censo  |

## Economía
Suipacha posee una extensión de 57 hectáreas cultivables, produciendo 1670 quintales de maíz, y cuenta con cerca de 700 cabezas de ganado caprino.

## Transporte
Suipacha se encuentra a 297 kilómetros por carretera al sur de Potosí, la capital del departamento del mismo nombre, y a 65 kilómetros de la frontera con Argentina. Desde Potosí, la ruta troncal Ruta 1 proveniente del lago Titicaca conduce al sureste y luego de 37 kilómetros llega al pueblo de Cuchu Ingenio. Aquí se bifurca la Ruta 14, que llega a la ciudad de Tupiza luego de 224 kilómetros en dirección sur por Tumusla, Cotagaita y Hornillos. Desde allí, la Ruta 14 continúa por Suipacha y Yuruma hasta Villazón en la frontera con Argentina. Frente a Suipacha, en la margen derecha del río San Juan del Oro, se encuentra el poblado de Chuquiago, parada de la vía férrea Oruro-Uyuni-Villazón.